# Lepidolejeunea grossepapulosa
Lepidolejeunea grossepapulosa là một loài Rêu trong họ Lejeuneaceae. Loài này được (Stephani) Piippo mô tả khoa học đầu tiên năm 1986.